# Jean Fusaro
Pour les articles homonymes, voir Fusaro.
Jean Fusaro né le 19 juin 1925 à Marseille (Bouches-du-Rhône) est un peintre de figures et de paysages animés et d'eau français.

## Biographie
Il vit et travaille à Lyon. Élève à l'école des Beaux-Arts de Lyon pendant cinq ans, et dans laquelle il devient professeur jusqu'en 1970. Il figure dans de nombreuses expositions, notamment à Paris au Salon d'automne, et des Peintres témoins de leurs temps. Il reçoit le Prix Fénéon en 1953, le prix de la ville de Marseille en 1957. Sa première exposition personnelle a lieu à Lyon en 1947.
Il prend une place importante dans ce que l'on a appelé L'école de Lyon avec Cottavoz, Couty, et d'autres. Son dessin, alerte et non dénué d'une naïveté voulue, se souvient de l'écriture de Dufy. Narratif, il situe des scènes très diverses dans des paysages traités en matière, dans une gamme de couleurs particulièrement fraîches. Cette technique en matière est assez caractéristique des peintres contemporains de Lyon, parmi lesquels Fusaro représente un parti-pris de vision heureuse.
À partir de 1990 jusqu'en 2010, il réalise des peintures murales monumentales en l'Église de Saint-Jacques-des-Arrêts (Haut-Beaujolais) à la demande du Conseil général du Rhône sur l'idée du chargé de mission à la Culture, le critique d'art Bernard Gouttenoire. Installée par le Département du Rhône (qui en est propriétaire). cette œuvre voulue par Joseph Ducarre (Conseiller général du canton de Monsols) et Michel Mercier, président du Conseil général du Rhône, Garde des Sceaux - Ministre de la Justice (au moment de l'inauguration -29 mai 2010- Ministre de l'Aménagement du territoire et de l'Espace rural), comporte deux aspects essentiels : un axe européen avec un cofinancement de l'Union Européenne pour les peintures dédiées à saint Jacques sur les chemins de Compostelle et saints Cyrille et Méthode (lesquels ont été nommés copatrons de l'Europe dans une encyclique de Jean Paul II datée décembre 1980). Un thème important est consacré aux racines chrétiennes en Gaule conquise, avec les Saints et Martyrs de 177 à Lyon (Blandine, Pothin, Irénée). Ce sujet orne le mur (8 mètres de hauteur) du fond de l'église ! Également un chemin de croix, à la fois humaniste et naïf, défile le long des murs latéraux de l'église. D'autres peintures monumentales -qui ne renient en rien l'admiration du peintre pour Ensor, Bosch, Bonnard, Dufy ou Chagall- donnent du talent de Jean Fusaro une autre acuité. L'artiste a rendu -en outre- un hommage à saint Agobard patron des ufologues (saint méconnu successeur de Leidrade, et qui va faire l'objet d'une étude scientifique, orchestrée dans un livre aux éditions du Cerf, par Michel Rubellin, en 2013). Dans l'église un baptême du Christ par Jean-Baptiste, un Golgotha en Beaujolais, (tableau qui comporte des scènes où l'on retrouve l'autoportrait du peintre, le portrait de son épouse, celui de Lucien Briday maire du village ou encore Frédéric Giuliani (directeur du service culture qui a porté l'aspect technique du chantier), sont des sujets appréciés par les nombreux visiteurs, lors de visites commentées (à la demande). L'ensemble de cette œuvre de 60 m2 inaugurée par Michel Mercier et le cardinal Philippe Barbarin, permet de parler de véritable « bijou dans son écrin » (comme le dit le critique d'art Bernard Gouttenoire), pérennisant ainsi pour les siècles à venir l'œuvre du peintre. L'église de Saint-Jacques-des-Arrêts rejoint le circuit des grandes églises françaises décorées par des artistes contemporains comme Arcabas à Saint-Hugues-de-Chartreuse, mais surtout la chapelle du Rosaire peinte par Matisse à Vence, la chapelle décorée par Cocteau à Villefranche-sur-Mer, ou encore l'église du plateau d'Assy face au Mont Blanc où l'abbé Couturier (dominicain) avait réuni dès les années 1940, le meilleur des artistes de son temps (Matisse, Bonnard, Léger, Rouault, Chagall, Germaine Richier, Jean Bazaine, etc.) faisant du site -contrairement à l'église de Saint-Jacques-des-Arrêts- un site "muséal". 
En 2023, Jean Fusaro réalisa à la demande de l'historien Maxime Dehan une série de dessins et un tableau (à partir de l'un des dessins) des jardins et de la maison historique de la Sablière à Caluire et Cuire.

## Expositions personnelles et collectives
- 1948 à 1950 Galerie des Jacobins, Lyon
- 1948 Exposition du groupe Sanziste (formé avec ses amis) à la Chapelle du Lycée Ampère à Lyon
- 1951 à 1963  Galerie Folklore, Lyon
- 1953 à 1955 Galerie ART VIVANT, à Paris
- 1956 The Waddington Gallerys, Londres
- 1958 Expose à l’Hôtel de la Poste de Douvaine, Haute-Savoie avec Jacques Truphémus - Granges de Servette
- 1958 Salon  de Lyon
- 1959 à 1964 Galerie Nichido, Tōkyō
- 1960 Galerie Ganzoni, Genève
- 1961 à 1983 Galerie Saint Georges, Lyon
- 1962 Exposition à Mulhouse
- 1965 Galerie Framond, Paris
- 1965 Galerie Taménaga de Tōkyō

- 1965 Galerie Taménaga Ōsaka
- 1967 Galerie Guiot, Paris
- 1969 Galerie des Lois, Toulouse
- 1969 à 1973 Galerie Au Temps Retrouvé, Grenoble
- 1971 Galerie Taménaga, Paris
- 1975 à 1980 Galerie Basse, Martigues (Bouches-du-Rhône)
- 1977 Musée Paul Valéry, Sète - Rétrospective
- 1978 Galerie Malaval, Lyon

- 1978 Galerie Akka, Le Cap d'Agde
- 1979 Au château de Saint-Victor-sur-Loire
- 1980 Galerie Marc Lacruz, Belleville sur Saône
- 1981 Galerie Influx, Marseille
- 1982 Galerie Ligne Roset Zurich –

- 1982 Exposition à Bâle
- 1983 Exposition à Luxembourg
- 1983 à 1985 Galerie Belle Fontaine, Lausanne
- 1983 à 1999 Galerie Le Sagittaire, Annecy
- 1984 Galerie du Vieux Chêne, Genève
- 1984 à 1987 Art France à Paris
- 1985 à 1987 Groupe Art France, Los Angeles
- 1986 à 1999 Galerie Lonchamp, Nice
- 1993 Rétrospective de son œuvre au Château de Lacroix Laval avec une monographie
- 2023 Exposition De Matisse à Chagall, l'aventure des peintres témoins de leur temps, Musée Jean-Couty Lyon